# Museo de la Ciencia de Valladolid
El Museo de la Ciencia de Valladolid, situado al suroeste de la ciudad de Valladolid, comunidad autónoma de Castilla y León (España), entre la margen derecha del río Pisuerga y la avenida de Salamanca, abrió sus puertas en mayo de 2003. Es un museo de titularidad municipal, levantado sobre los terrenos del pago de Vistaverde, donde se encontraba la antigua fábrica de harinas «El Palero», un complejo industrial que fue respetado parcialmente para albergar la exposición permanente del museo.
Los arquitectos Rafael Moneo y Enrique de Teresa fueron los responsables de la realización del proyecto, con la participación de Francisco Romero y Juan José Echevarría. Su trabajo dio lugar a singular complejo arquitectónico referente de la divulgación científica en Castilla y León y uno de los símbolos de modernidad arquitectónica de Valladolid ya que se perseguía un «efecto Guggenheim» en la ciudad.

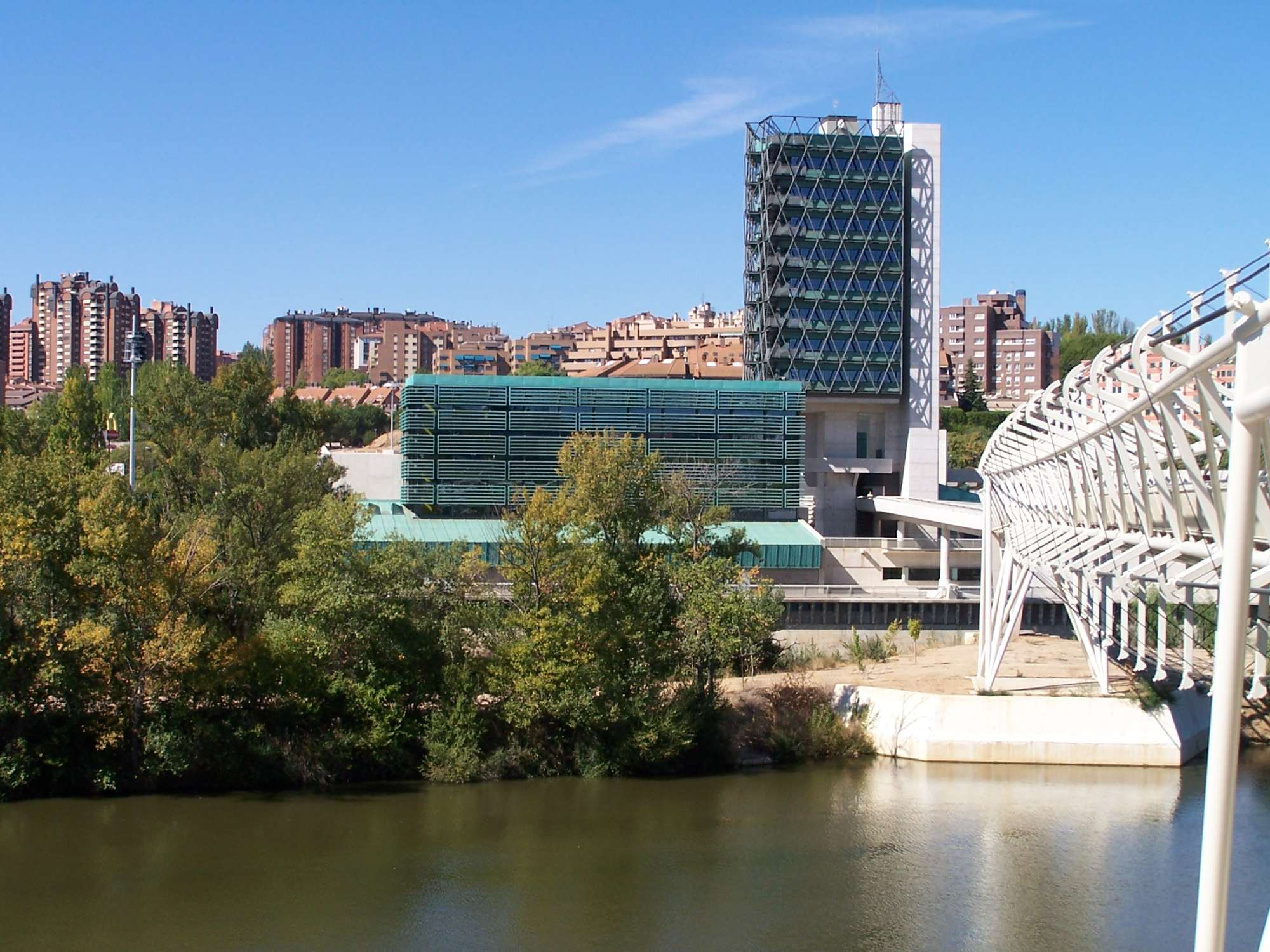
Vista desde la otra orilla del Pisuerga, a la derecha la pasarela peatonal sobre el río

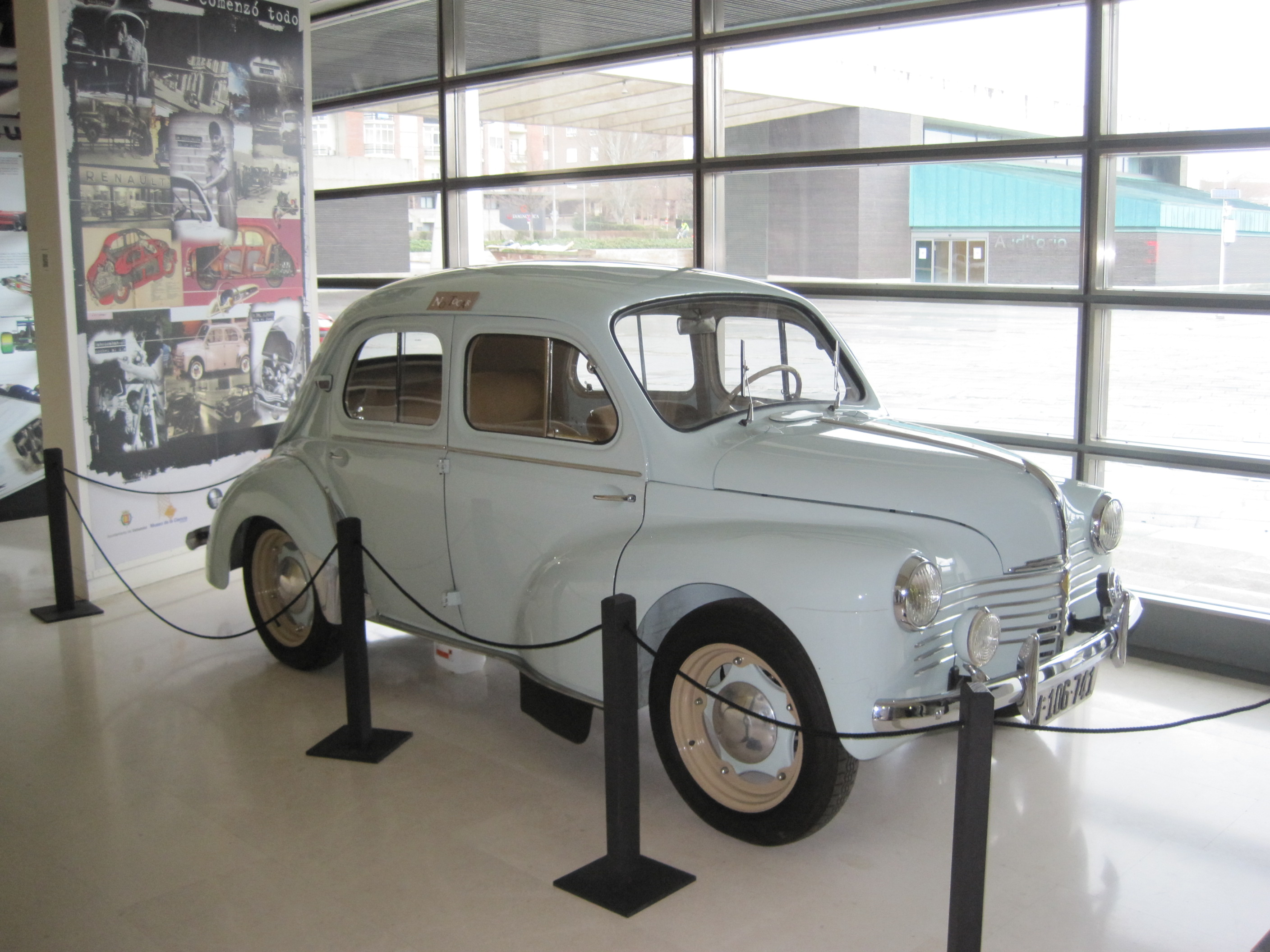
Renault 4CV

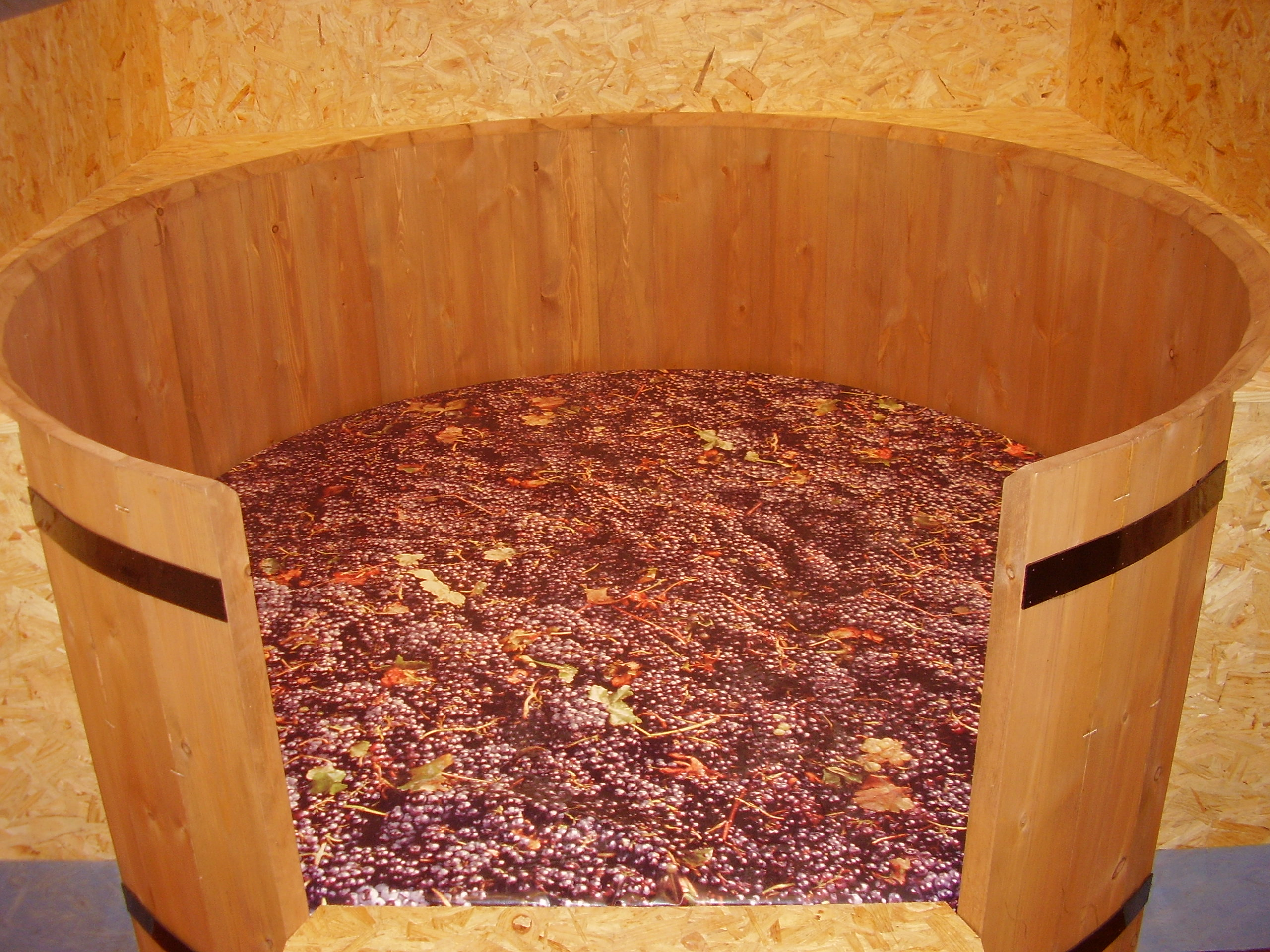
Pasteur, el detective del vino

## Exposición permanente

### Plaza Norte
- Estación meteorológica.
- Estatua de Albert Einstein: monumento, construido en bronce, que representa a un Albert Einstein reflexivo que invita a los viandantes a retratarse junto a él.
- Estatua Pío del Río Hortega: figura a tamaño real instalada con motivo de la celebración del centenario de la concesión del Premio Nobel de Medicina y Fisiología a Santiago Ramón y Cajal, mentor de Pío del Río Hortega. Este último, médico e investigador vallisoletano, destacó en el campo de la histología, especialmente en el estudio del sistema nervioso.

### Vestíbulo del Museo
- Renault 4/4: se trata del primer Renault 4/4 fabricado en la factoría vallisoletana de FASA, en el año 1953. Es el único automóvil de España declarado Bien de Interés Cultural.
- Fórmula 1: con este coche (modelo de monoplaza Williams FW16) el equipo Williams-Renault ganó el Campeonato del Mundo de constructores en 1994 con los pilotos Damon Hill y Nigel Mansell.
- Meteorito de Villalbeto: fragmentos del meteorito caído en la provincia de Palencia el 4 de enero de 2004.
- Sala de exposiciones temporales: superficie expositiva de 822 m² que ha albergado exposiciones como Atapuerca. Un millón de años, Dinopétrea, Colón: cuatro viajes que cambiaron el mundo, Pío del Río Hortega. Neurología de Nobel o Érase una vez el cuerpo humano, entre otras.
- El ADN: representación de una molécula de ADN a tamaño gigante.
- Pasteur, el detective del vino: espacio dedicado a la enología, estructurado en cinco áreas, que permite a los visitantes acercarse a la cultura del vino a través de la ciencia.
- Péndulo de Foucault Péndulo de Foucault: suspendido a más de 11 metros de altura, y formado por una esfera de hierro cromado de 20 centímetros de diámetro y 80 kilos de peso, el péndulo de Foucault permite constatar el movimiento de rotación de la Tierra.
- Sala L/90° de exposiciones temporales: sala de 329 m² de superficie que ha acogido exposiciones como 100 años de ciencia aplicada al motociclismo, El sol, la tierra y la luna. Tres en raya en el espacio, Veneno en la naturaleza, o Científicas olvidadas jamás contadas,[4] entre otras.
- Tito.2: un robot guía presenta los principales módulos del vestíbulo y el resto de la oferta museística, además de informar de las actividades.
- Cienciómetro: se erige como una herramienta de medición del conocimiento científico de los visitantes.
- El Ingenio de Castilla y León: sala que recoge una selección de artilugios ideados por inventores de Castilla y León.

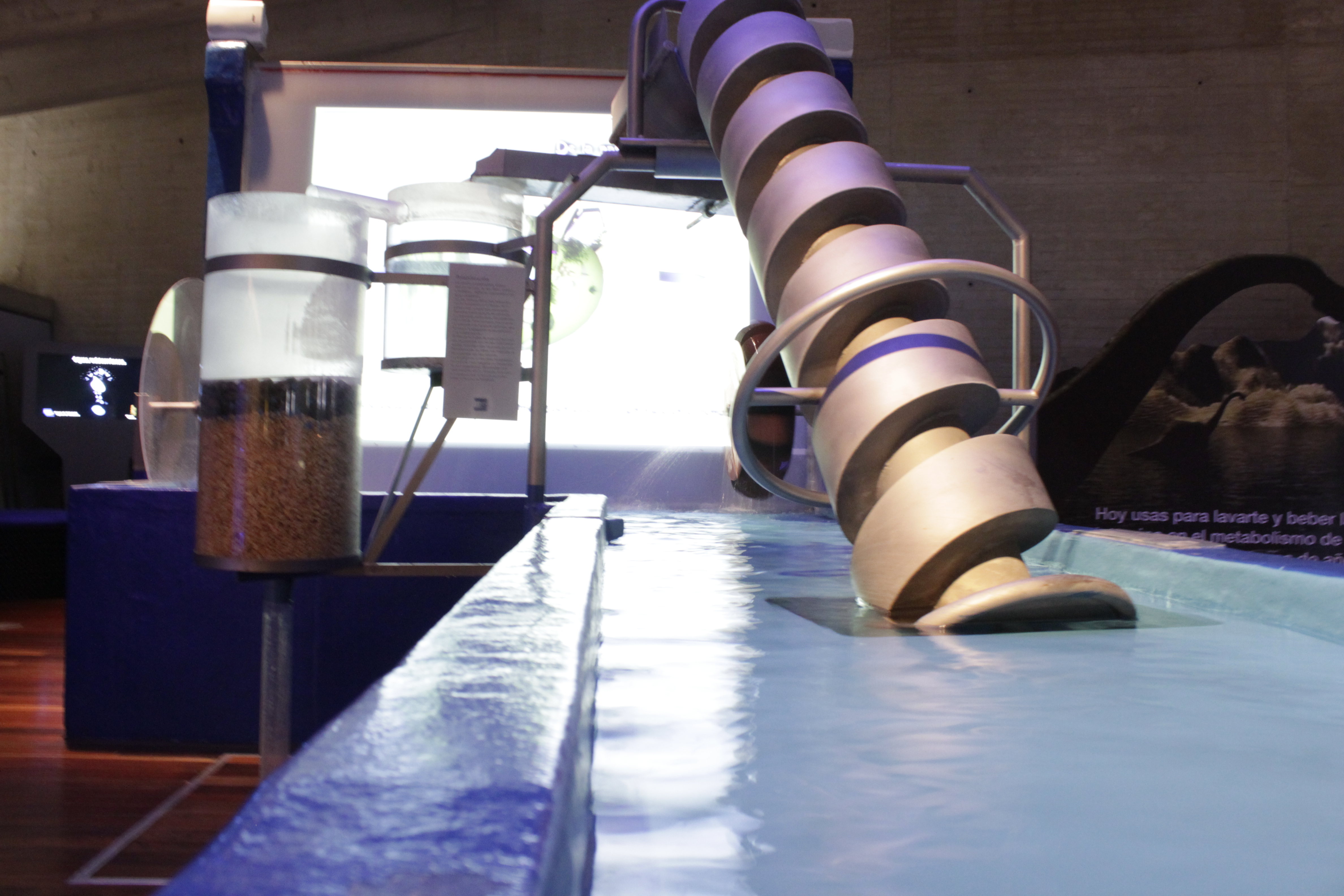
Sala del agua

### Planta -1
- Sala de la energía: ofrece información sobre la obtención de la energía a partir de diversas fuentes. Mediante módulos interactivos, paneles y proyecciones audiovisuales cuenta las aplicaciones del gas natural y la electricidad en la vida diaria.
- Sala del Agua: con módulos interactivos, audiovisuales, juegos y peces, ayuda a entender la importancia del agua para la vida y su escasez. En este espacio, una maqueta interactiva de la ciudad de Valladolid muestra el ciclo del agua en la localidad: la captación, el depósito, el tratamiento para el agua potable y la estación depuradora.
- Islas de agua en tierras de sed. Lagos esteparios: espacio expositivo, inaugurado en 2009, en el que Triops -un crustáceo con tres ojos, característico de estas aguas- muestra a los visitantes a través de una selección de imágenes, paneles y juegos interactivos, todos los misterios de los lagos esteparios.

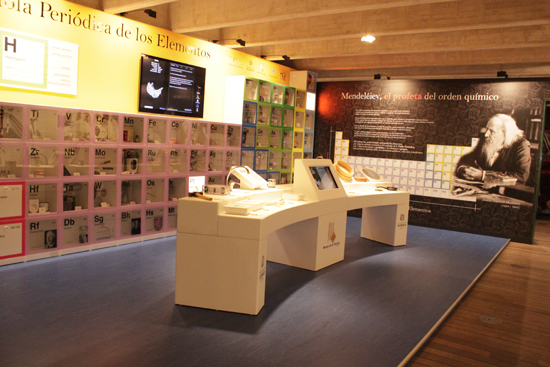
Tabla periódica

- La Química a escena: una tabla periódica gigante e interactiva de los elementos químicos, el panel 'Química a pedales', la exposición 'Entre moléculas', 'Un paseo por la Química' y el módulo interactivo sobre fotoluminiscencia invitan a conocer la química presente en actividades cotidianas.

### Planta 0

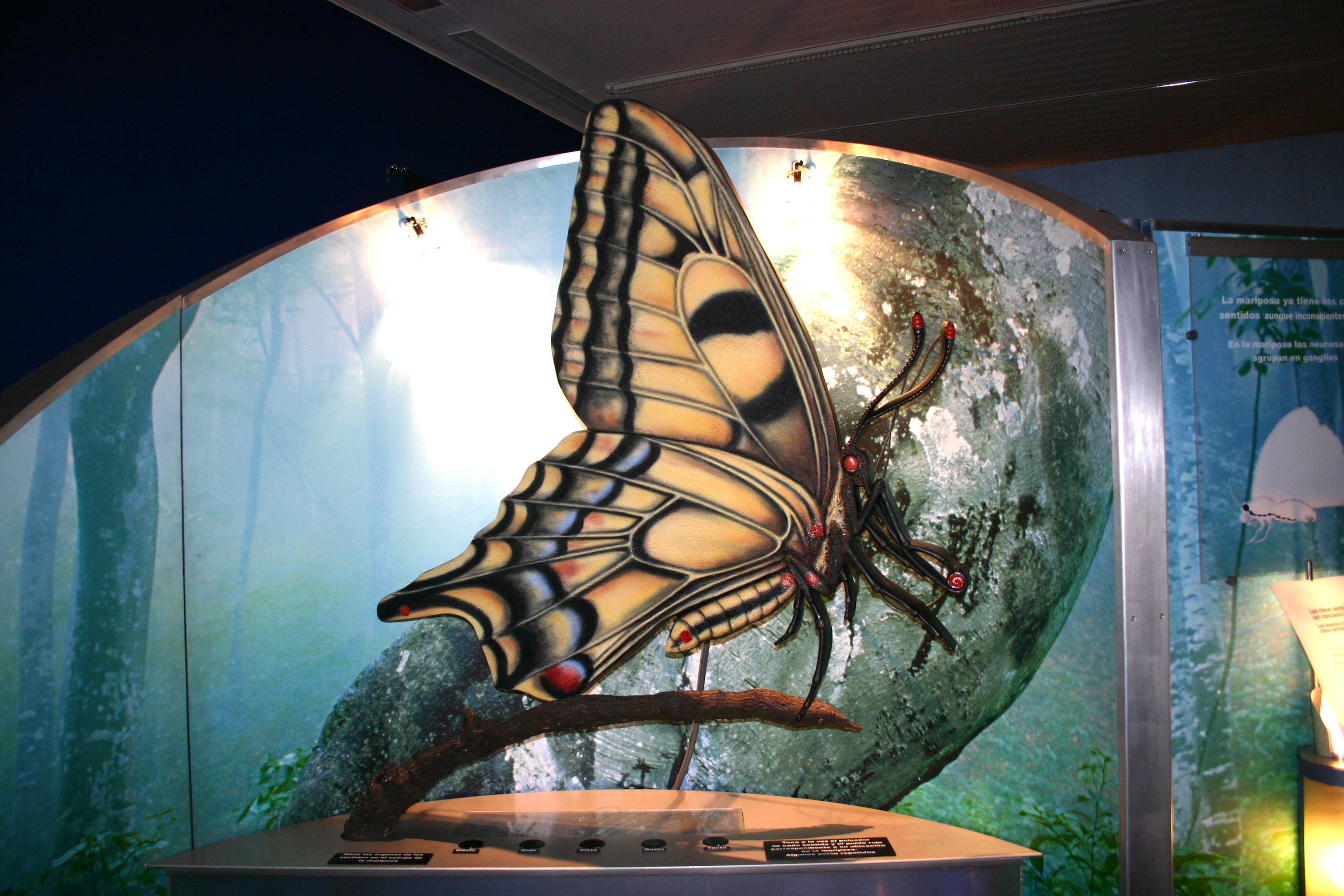
Sala de la Neurona

- La neurona: Elemento básico del cerebro y el sistema nervioso, la neurona tiene su propio espacio dentro del Museo. Algo que permite, a través de 16 módulos interactivos, conocer las propiedades y la evolución de la arquitectura nerviosa de distintas especies animales, como las medusas, los tiburones y el propio ser humano. Aspectos de la ciencia centrados en las aportaciones de un vallisoletano: Pío del Río Hortega.
- Sala de actividades educativas: espacio que cuenta con un laboratorio químico-biológico, una biblioteca virtual y un área dedicada a la molinería harinera tradicional, realizándose esta actividad en las instalaciones de la antigua fábrica de harinas El Palero.

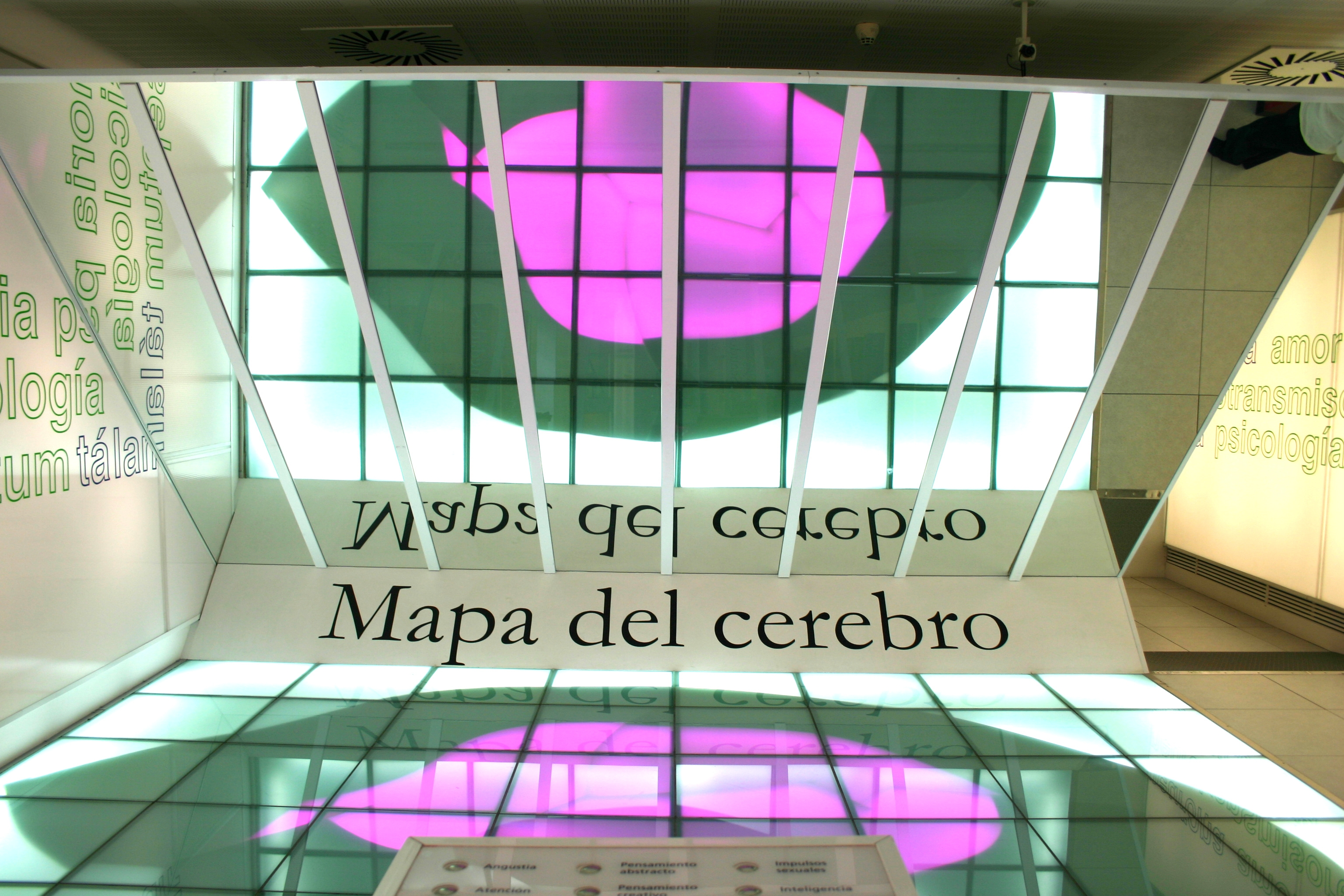
Sala Pío del Río Hortega

### Planta 1
- Sala Pío del Río Hortega: dedicada al sistema nervioso desde un punto de vista estructural y funcional. Consta del Pasillo de los sentidos y de once módulos interactivos que explican diversos aspectos del funcionamiento nervioso desde un punto de vista normal y patológico.
- Observatorio de las islas: la isla de El Palero se encuentra situada en el Pisuerga en las inmediaciones del Museo de la Ciencia. Dada su ubicación y potencial como espacio natural urbano, se erige como un elemento definitivo del entorno, perfectamente integrado en las instalaciones museísticas gracias a este observatorio. Un punto desde el que poder divisar su extensa variedad de flora y fauna, con el fin de darle un aprovechamiento educativo y científico. Una serie de cámaras, dirigidas a distintos puntos seleccionados que son manipuladas a través de joysticks con zoom incorporado, permiten una observación más detallada de las islas.

### Planta 2
- Sala 'Malditas Matemáticas. ¿o no?': espacio que ha contado con el asesoramiento de la Sociedad Castellana y Leonesa de Profesores de Matemáticas Miguel de Guzmán (SOCYLEM) y que convierte al Museo de la Ciencia de Valladolid en uno de los pocos museos de España con una sala permanente dedicada, por completo, a las Matemáticas.

## Planetario
Con una cúpula de 11 metros de diámetro y un anfiteatro inclinado con 15º de inclinación, el planetario del Museo de la Ciencia de Valladolid fue el primer planetario digital de España.
En él los interesados disfrutarán de variados y espectaculares programas audiovisuales sobre la atmósfera terrestre, el Sistema Solar, las estrellas y galaxias, la evolución del Universo, etc. algunos de ellos en directo, guiados por especialistas en astronomía. 

## Programación educativa
Entre la programación educativa ofrecida por el Museo de la Ciencia se incluye:
- Sala de los Niños: El Río de la Ciencia: es el espacio dedicado a niños de 3 a 7 años que, acompañados por monitores especializados, podrán iniciarse en actividades científicas como el equilibrio, la fuerza de la gravedad, la comunicación o la reproducción animal.
- Programación de talleres para centros educativos: el museo ofrece una selección de talleres que pretende alcanzar al mayor número de público posible.
- Talleres relacionados con exposiciones temporales: programación de distintas actividades en función de las variadas exposiciones temporales que se pueden visitar a lo largo del año.
- Semana de la Ciencia y la Tecnología: el museo participa con la realización de talleres, conferencias, concursos, etc.
- Jornadas: vinculadas a temas de actualidad científica.
- Recorridos para adultos y grupos especiales: visitas guiadas accesibles a todos los colectivos que integran la sociedad, impartidas por personal cualificado.
- Recursos para el profesorado: asesoramiento a la hora de planificar la visita adaptándola a las necesidades del grupo y entrega gratuita de materiales de apoyo.

## Casa del Río

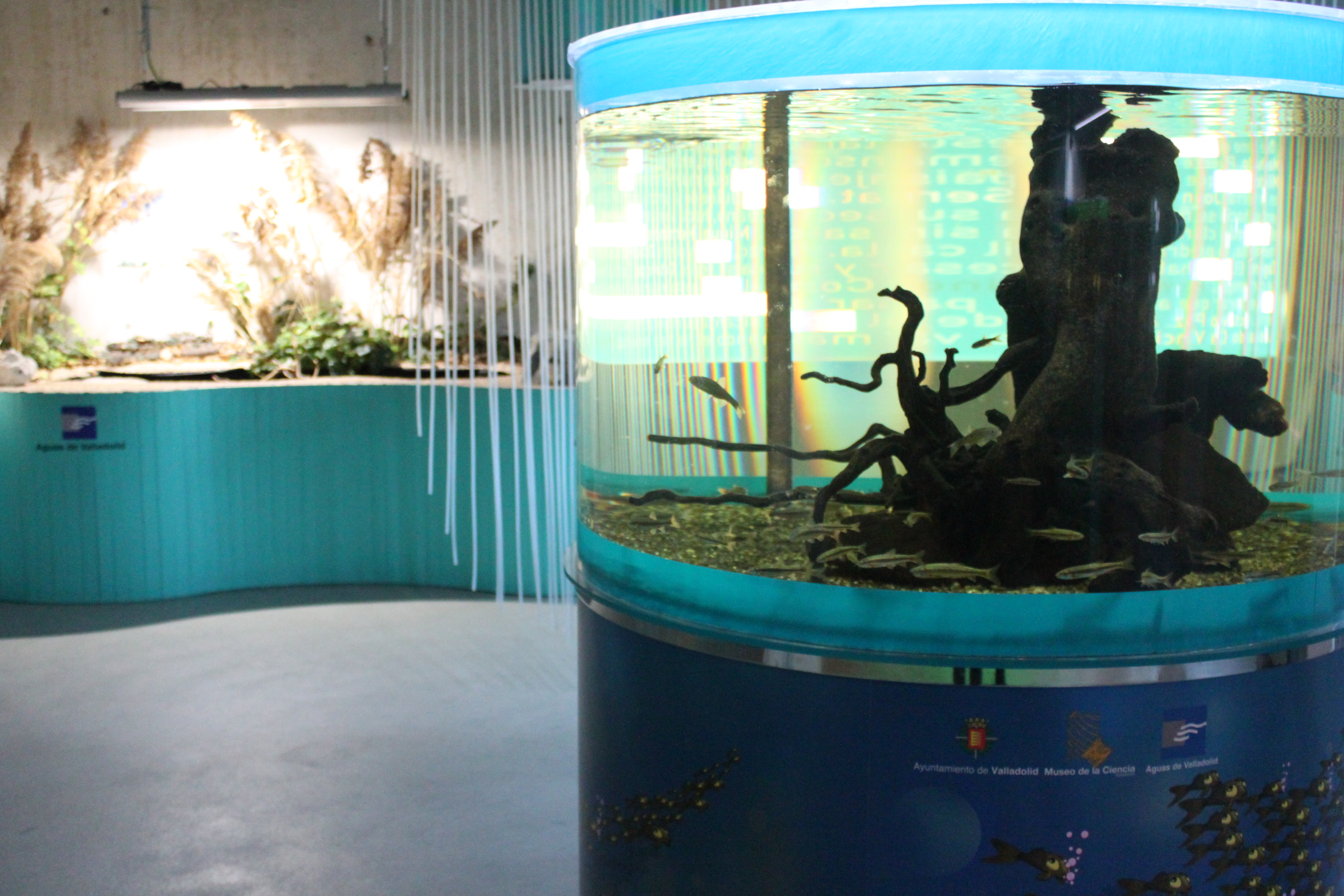
Casa del Río

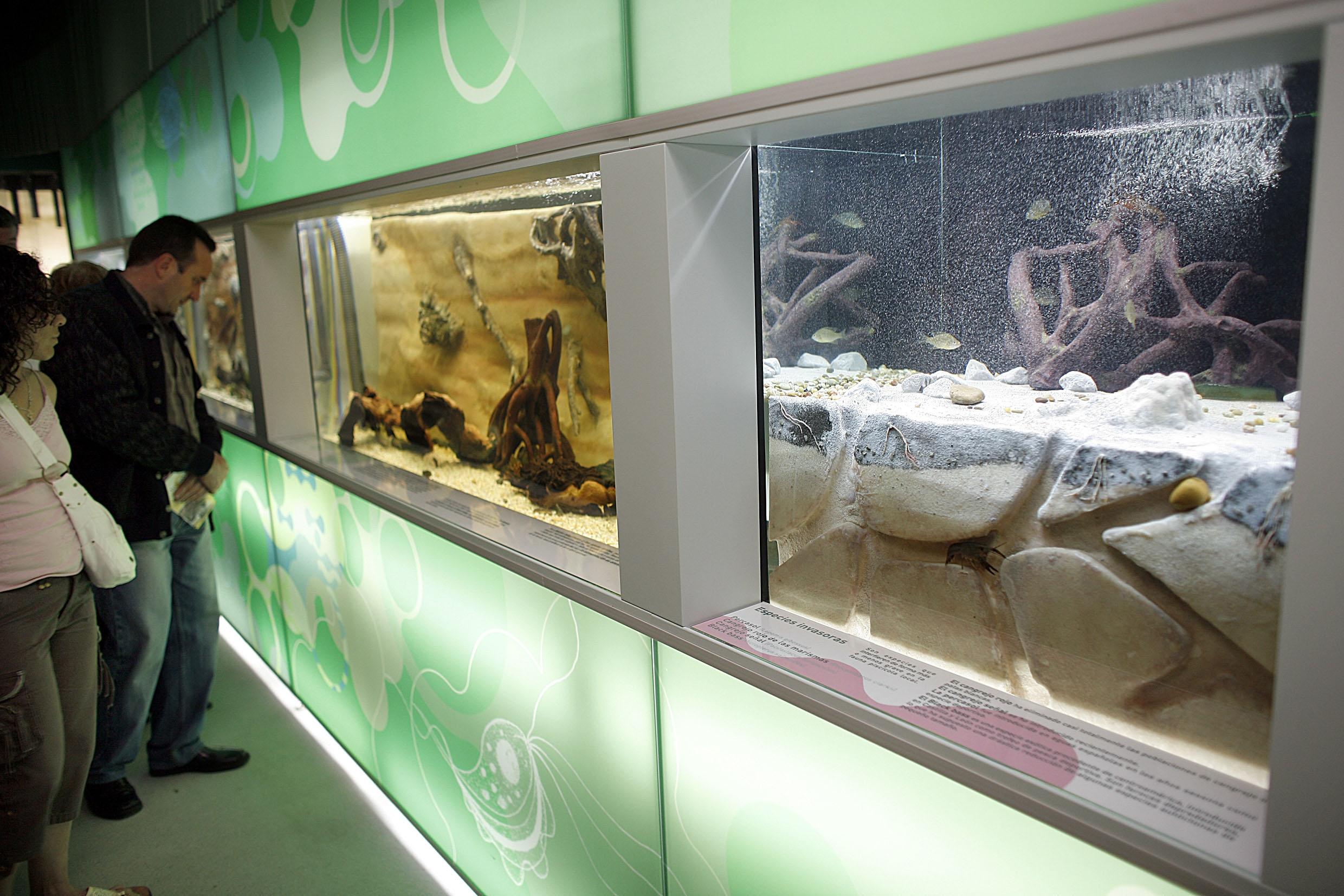
Acuarios de la casa del Río

La Casa del Río, inaugurada en mayo de 2007 y ampliada en diciembre de 2009, es el espacio expositivo permanente del Museo de la Ciencia de Valladolid en el que se explican los ecosistemas fluviales, haciendo especial hincapié en el del río que pasa por Valladolid, el Pisuerga. A través de una serie de acuarios, terrarios y módulos interactivos, los visitantes tienen la oportunidad de entender cómo funcionan los ríos y cuáles son los principales procesos ecológicos que en ellos se desarrollan. Una zona en la que se pueden observar las principales especies de peces, anfibios y crustáceos que habitan o habitaron las aguas y riberas del río Pisuerga.
El ciclo del agua, la metamorfosis de los anfibios, las interrelaciones entre las especies o el uso que los seres humanos hacen del agua son algunos de los aspectos tratados en la Casa del Río.